# 강일구 (핸드볼 선수)
강일구(姜一求, 1976년 4월 26일 ~ )는 대한민국의 전 핸드볼 선수이자 현 지도자이며, 현재 대구광역시청의 감독을 맡고 있다. 전 핸드볼 선수였던 오영란과 결혼하였다.

## 학력
- 동부초등학교
- 남한중학교
- 남한고등학교
- 원광대학교

## 경력

### 선수
- 2000년 하계 올림픽 남자 핸드볼 국가대표
- 2002년 아시안 게임 남자 핸드볼 국가대표
- 2008년 하계 올림픽 남자 핸드볼 국가대표
- 2010년 아시안 게임 남자 핸드볼 국가대표

### 지도자
- 인천도시공사 감독

## 수상

### 선수
- 2002년 아시안 게임 남자 핸드볼 금메달
- 2010년 아시안 게임 남자 핸드볼 금메달